# Grkavci
Grkavci (cyr. Гркавци) – wieś w Bośni i Hercegowinie, w Republice Serbskiej, w mieście Trebinje. W 2013 roku liczyła 5 mieszkańców.